# Kingdom of Oblivion
Kingdom of Oblivion è un album in studio del gruppo rock norvegese Motorpsycho pubblicato il 16 aprile 2021. L'album è disponibile su CD, doppio LP e in streaming.

## Tracce
1. The Waning (Pt.1 & 2) – 7:28
2. Kingdom of Oblivion – 6:56
3. Lady May – 3:21
4. The United Debased – 9:03
5. The Watcher (Hawkwind cover) – 5:03
6. Dreamkiller – 5:15
7. Atet – 2:16
8. At Empire's End – 8:35
9. The Hunt – 5:45
10. After The Fair – 1:57
11. The Transmutation of Cosmoctopus Lurker – 10:55
12. Cormorant – 3:38

## Personale
Motorpsycho
- Bent Sæther: basso, chitarra, voce, tastiere;
- Hans Magnus Ryan: chitarra, voce, tastiere;
- Tomas Järmyr: batteria, percussioni, voce.

Ospiti
- Reine Fiske: chitarra